# Синявский, Юрий Александрович
Юрий Александрович Синявский (род. 11 ноября 1951; Карасайский район Алматинской области, Казахская ССР, СССР) — казахстанский учёный гигиенист-нутрициолог. доктор биологических наук (1999), профессор (1999). Лауреат двух Государственных премий Республики Казахстан в области науки и техники (2001, 2019).

## Биография
Родился 11 ноября 1951 года в селе Аксай Карасайского района Алматинской области.
В 1974 году окончил Казахского государственного университета по специальности «Биология».
С 1976 по 1998 год — руководитель лаборатории биотехнологии специализированных пищевых и биологически активных добавок Казахской академии питания.
С 1998 года — вице-президент Казахской академии питания.
Основное научное направление-разработка лечебно-профилактических продуктов, обладающих специальными и массовыми медико-биологическими свойствами. Основоположник разработки продуктов для космического питания в Республике Казахстан. Обладатель более 50 патентов.

## Награды
- 2001 (28 ноября) — Государственная премия Республики Казахстан в области науки, техники и образования за цикл работ 1974—2000 годов «Разработка фундаментальных и прикладных аспектов науки о питании в Республике Казахстан»[3];
- 2017 — Премия «Алтын Адам» и «Общественное признание» 2017 года в номинации «За профессиональные достижения»[4];
- 2019 (10 декабря) — Государственная Премия Республики Казахстан в области науки и техники имени аль-Фараби за цикл работ на тему «Инновационные кластеры по научной разработке и промышленному производству детских и лечебно-профилактических продуктов питания с национальным содержанием»[5].

## Публикации
Автор более 330 научных публикаций, 5 монографий.
- Ю. А. Синявский, Сулейменова Ж. М., Торгаутов А. С., Есказы Г. Н. Создание экологически чистых специализированных продуктов питания для коррекции метаболических нарушений организма при воздействии неблагоприятных факторов внешней среды// Вестник Казахского национального медицинского университета, 2008, № 1, С. 32-34.;
- Синявский Ю. А., Цой И. Г., Сулейменова Ж. М., Выскубова В. Г., Калачев М. В. Производство функциональных продуктов питания Методические рекомендации для предприятий пищевой и перерабатывающей отраслей промышленности. Алматы 2011 г., с.319.;
- Синявский Ю. А.,Беспалова Ю. Н., Пучкова М. С., Калачев М. В. Использование козьего молока в разработке функциональных продуктах питания. Медицина и экология № 4 2012 г., 250—251 с.;
- Синявский Ю. А., Таргаутов А. С., Выскубова В. Г. Функциональные продукты питания в повышении качества жизни. Consilium № 3 (39) 2012 г., 97-100 с.
- Синявский Ю. А., Якунин А. В., Ибраимов Ы. С. Оценка пищевой ценности кобыльего молока и кисломолочных продуктов на его основе и возможности их использования в детском питании. Вопросы современной педиатрии. — 2017. — Т. 16. — №. 3. — С. 235—240.[6]
- Sinyavskiy Y. A. et al. Perspectives of hydrolysates from mare’s milk use in sport nutrition //Sporto mokslas, 2017, nr. 1, p. 38-44. — 2017.[7]
- Синявский Ю. А., Сарсембаев Х. С. Разработка и экспериментальная оценка эффективности нового специализированного пищевого продукта на основе сухого кобыльего молока при физической нагрузке //Вопросы питания. — 2020. — Т. 89. — №. 6. — С. 91-103.[8]
- Синявский, Ю. А., Якунин, А. В., Туйгунов, Д. Н., Шарипбаева, А. Ш., Ережепов, А. Е. Оценка уровня фальсификации сливочного масла, представленного на рынке Республики Казахстан //Пищевая промышленность. — 2021. — №. 2. — С. 25-29.[9]